# Schtschadrouschtschyna

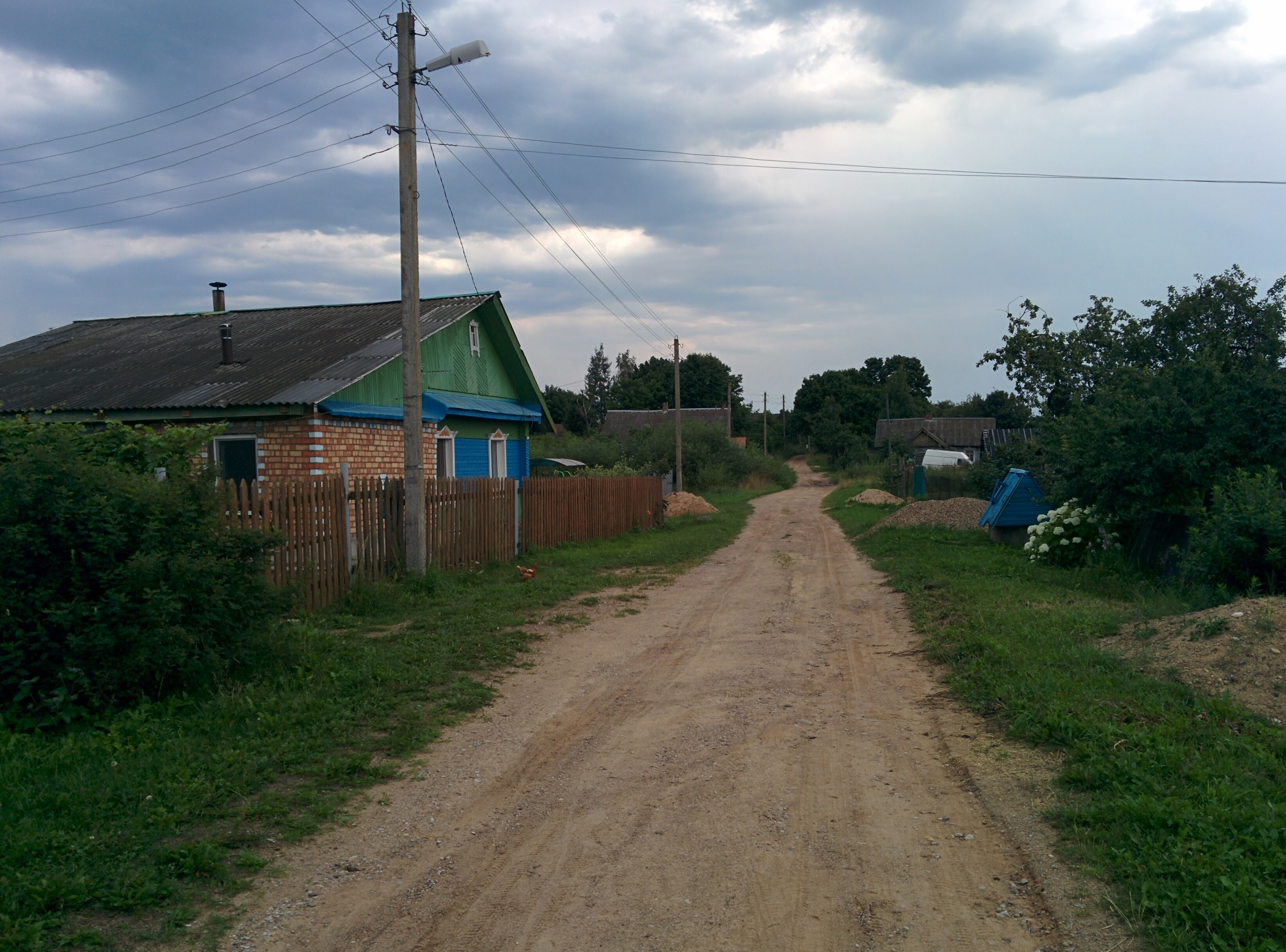
Schtschadrouschtschyna (2016)

Schtschadrouschtschyna (belarussisch Шчадро́ўшчына, russisch Щедровщина, polnisch Szczodrowszczyzna) ist ein Dorf im Rajon Minsk in der Minskaja Woblasz in Belarus. Das Dorf liegt in der Nähe des kleinen Flusses Hujka und gehört zum Selsawet Scharschuny.

## Bevölkerung
- 18. Jahrhundert:
  - 1795 – 75 Personen (31 Männer, 44 Frauen).[1]
  - 1800 – 75 Personen (31 Männer, 44 Frauen).[2]
- 19. Jahrhundert:
  - 1847 – 60 Gemeindemitglieder (30 Männer, 30 Frauen).[3]
  - 1865 – 26 Personen.[4]
- 20. Jahrhundert:
  - 1905 – 134 Personen (66 Männer, 68 Frauen).[5]

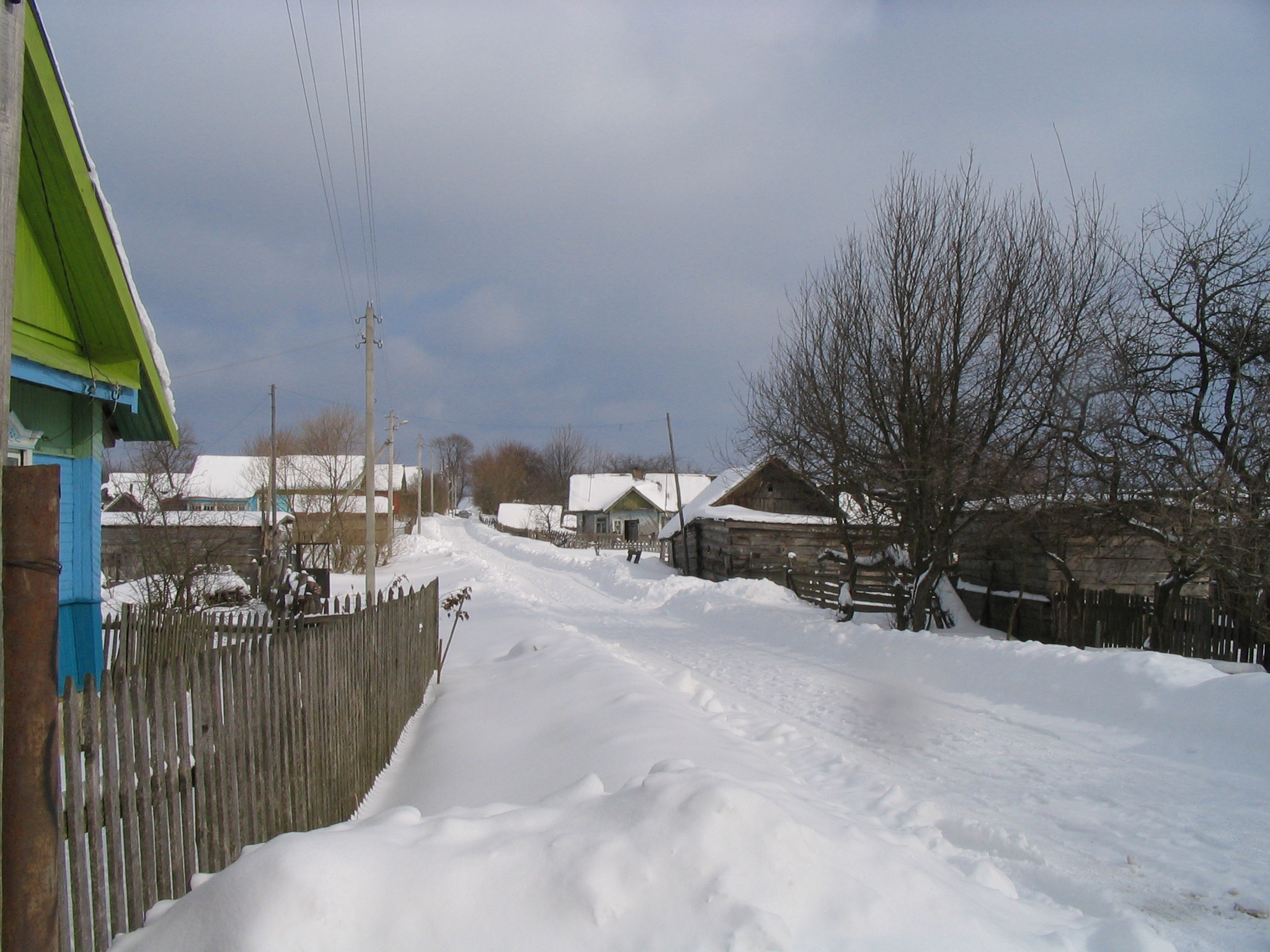
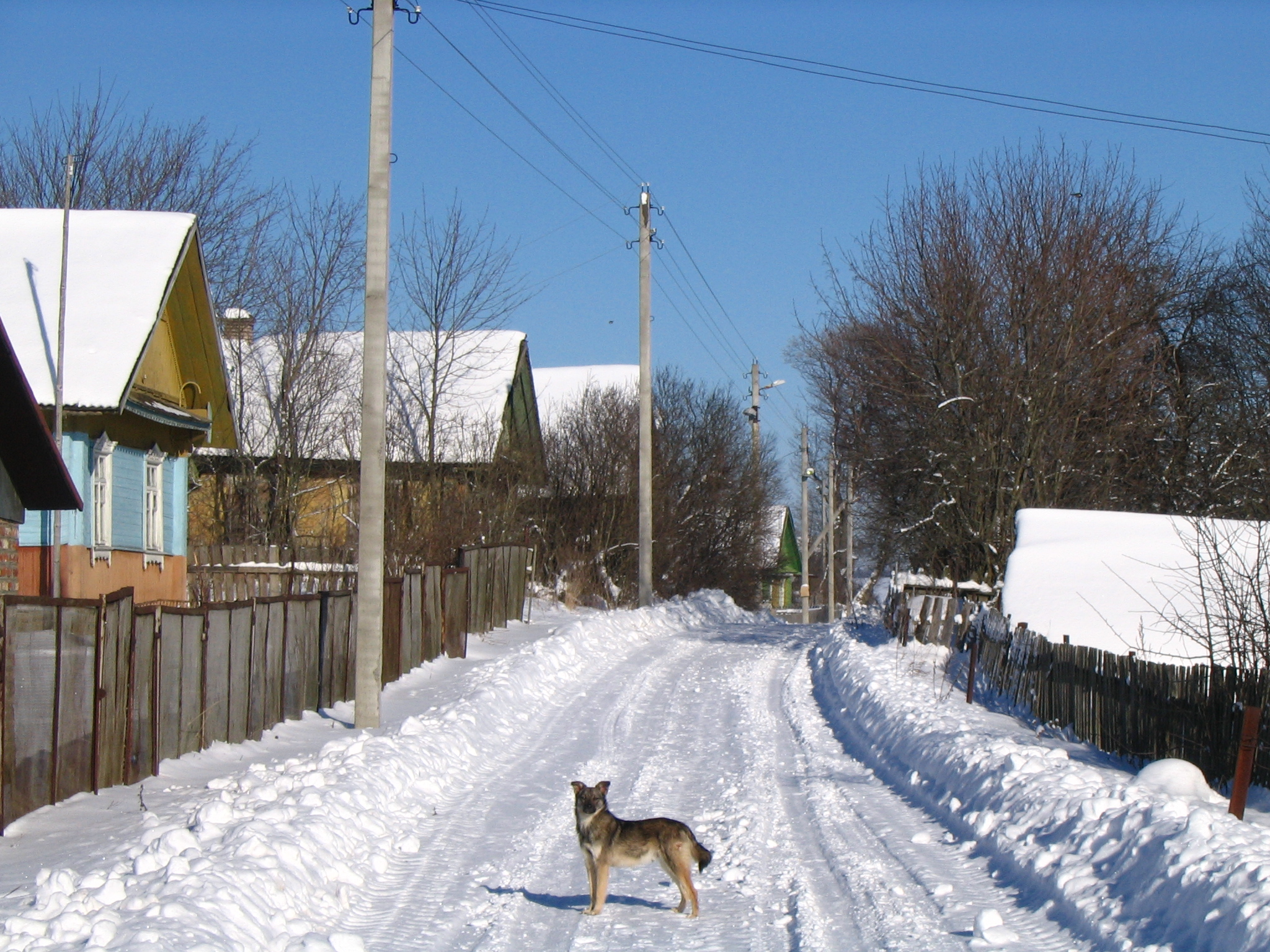
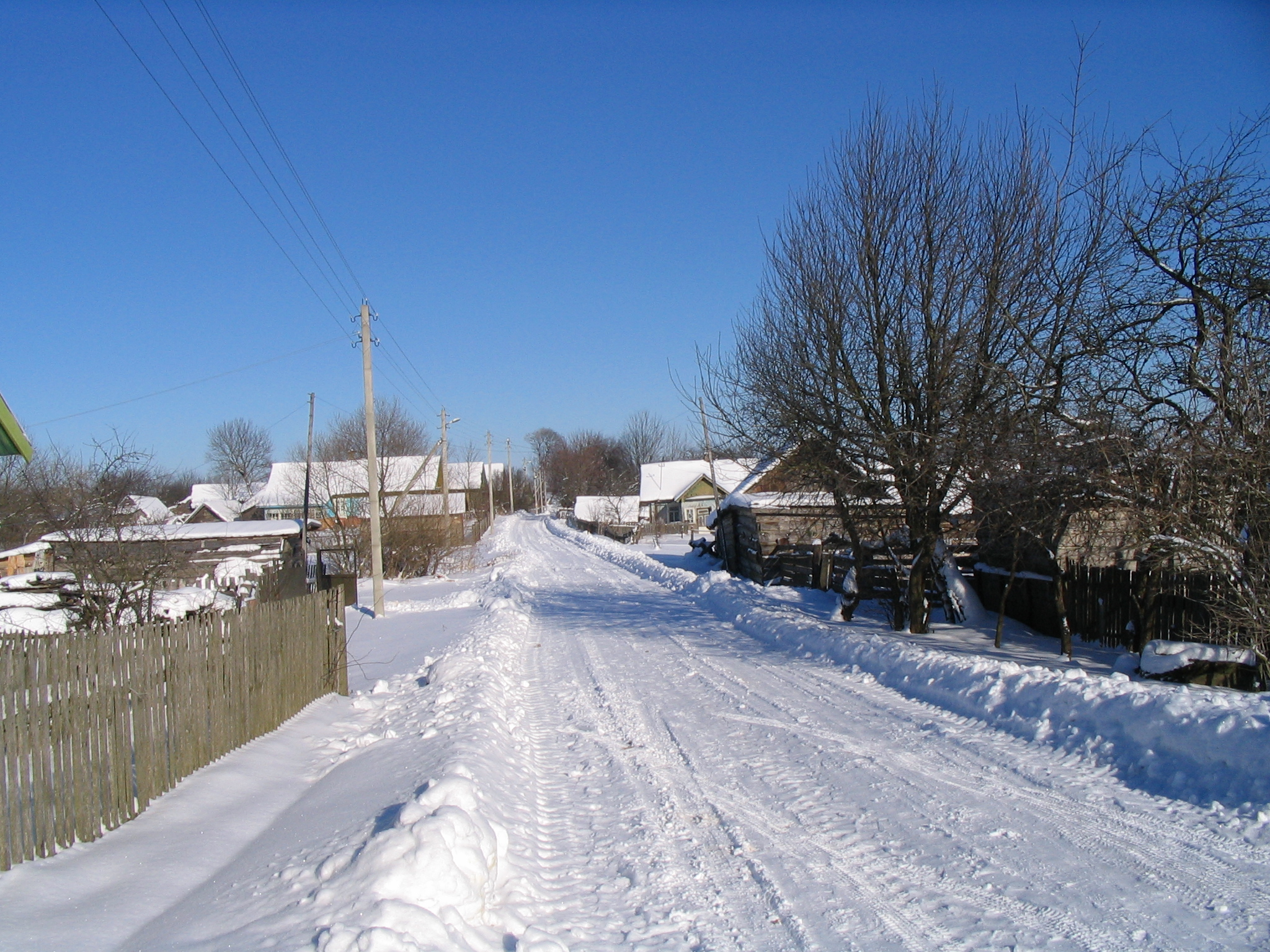
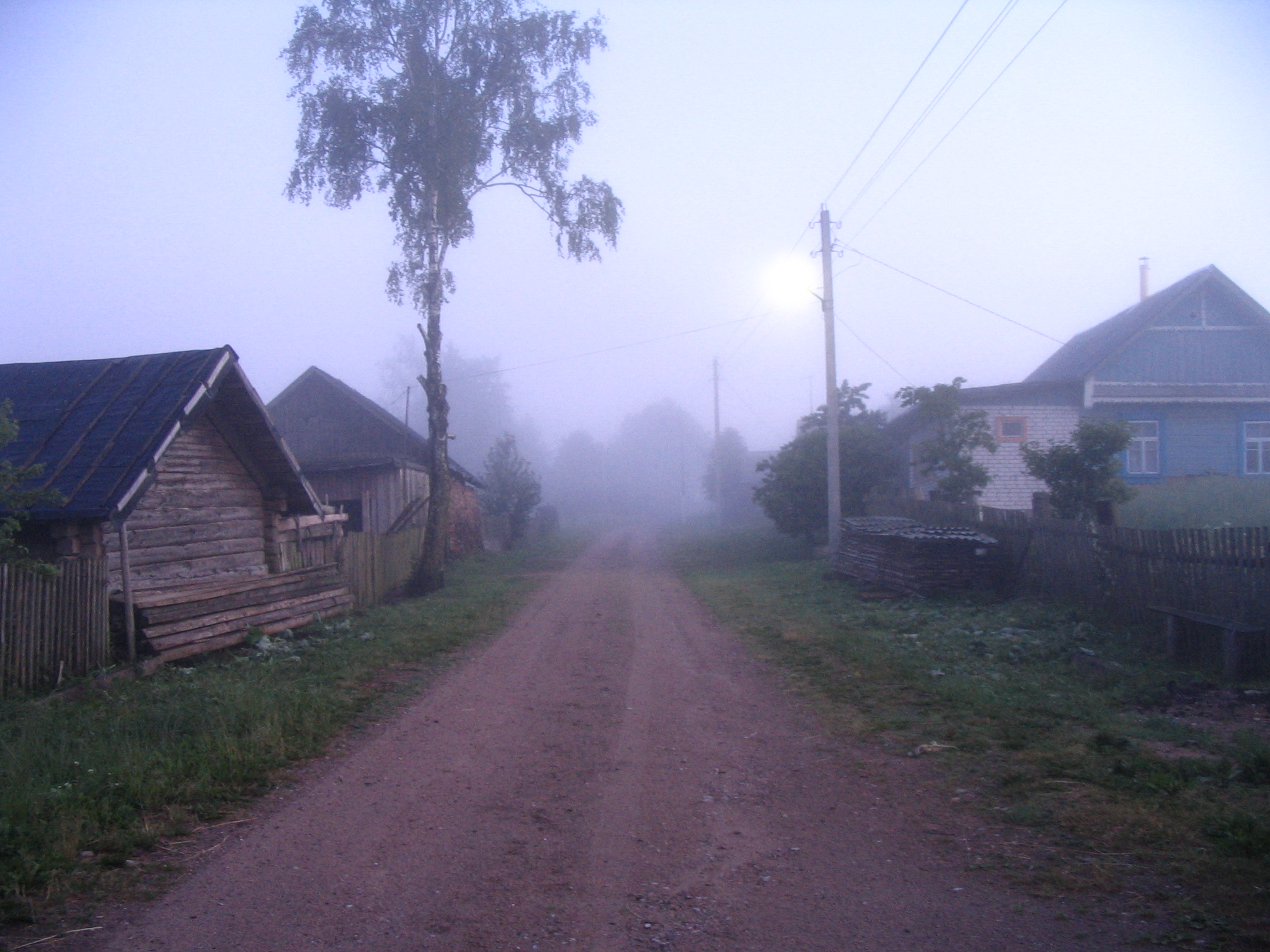
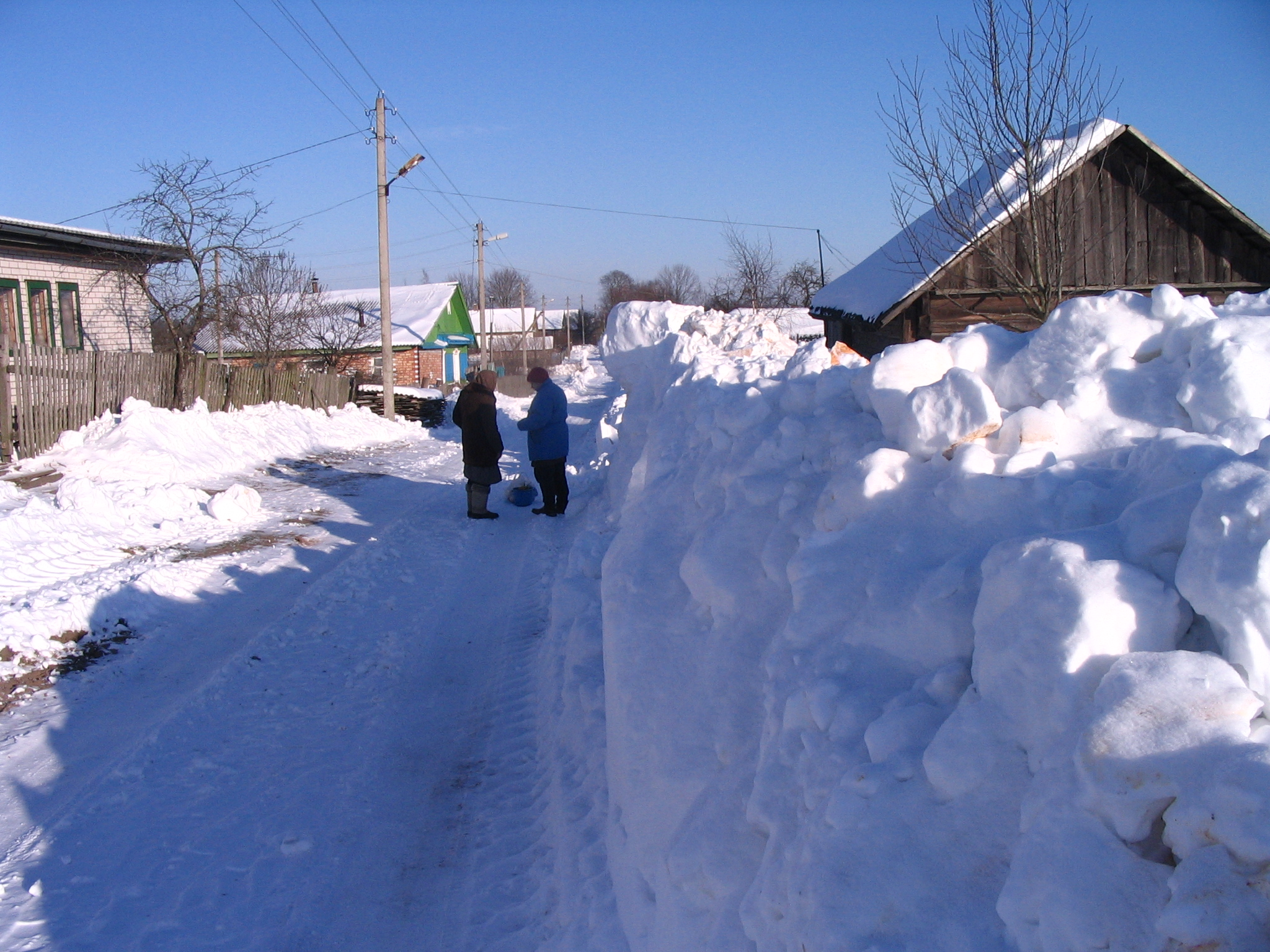

  - 1999 – 26 Personen.[6]
- 21. Jahrhundert:
  - 2009 – 24 Personen.[7]
  - 2012 – 13 Personen.[8]